# Андрийчук, Михаил Емельянович

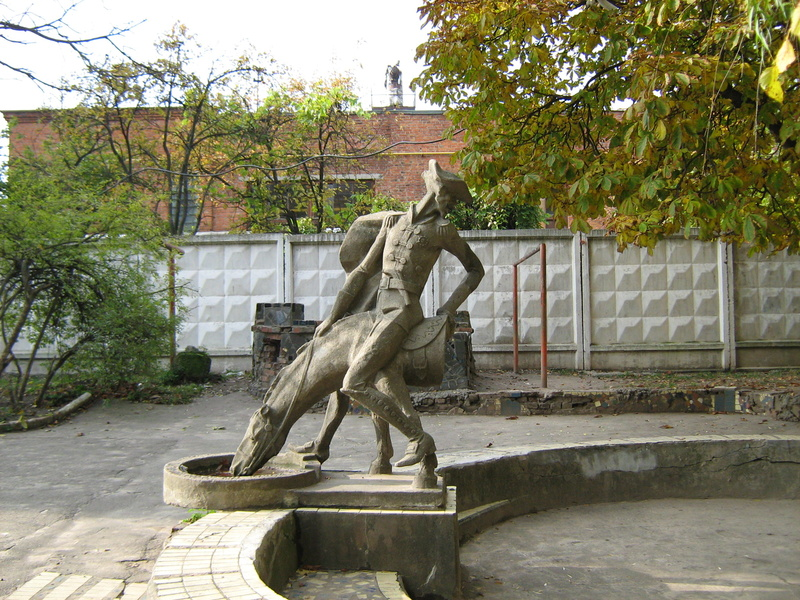
г. Хмельницкий. Памятник барону Мюнхаузену

Михаи́л Емелья́нович Андрийчу́к (21 ноября 1927, село Нехворощ, ныне Андрушевского района Житомирской области — 1 ноября 2020, Хмельницкий, Украина) — украинский советский график, член Национального союза художников Украины (1964). Заслуженный художник УССР (1987).

## Биографические сведения
Учился в 1951—1956 годах в Одесском художественном училище, в 1956—1962 годах — на отделении графики в Киевском художественном институте (ныне НАОМА — Национальная академия изобразительного искусства и архитектуры).
1960 года работал руководителем изобразительной студии для взрослых и преподавателем детской художественной школы при картинной галерее имени Айвазовского (Феодосия). С 1962 года работает в Хмельницком на художественно-производственном комбинате: член художественного совета, председатель художественного совета, главный художник.
С 2002 года — доцент Хмельницкого национального университета.
Живя в Хмельницком, художник часто посещает и Каменец-Подольский. Так, 24-25 мая 1971 года Михаил Емельянович встречался с каменчанами (в частности, на комбинате хлебопродуктов) как участник Недели литературы и искусства на Подолье. В феврале 1979 года в филиале Каменец-Подольского исторического музея-заповедника (бывший ратуши) открылась персональная выставка произведений Андрийчука (почти 70 работ) — кроме графики, было представлено и акварели. В феврале 1984 года художник находился в Каменце-Подольском во время Дней литературы и искусства в Хмельницкой области, посвященных 40-летию освобождения области от немецко-фашистских захватчиков. Вместе с ним в актовом зале сельскохозяйственного института выступили Евгений Афанасьев, Игорь Седак, Бронислав Грищук, Борис Негода, Сергей Свешников, Антонина Лефт.

## Творчество
- Серии графических произведений:
  - «Доярки» (1962),
  - «Труженики Подолье» (1970),
  - «Мои земляки» (1976),
  - «Сельские торжества» (1979),
  - «108 пороков человеческих» (1997),
  - «По прочтению Псалмов Давыдовых»;
- литографии:
  - «Лето», «Горячая пора» (обе — 1962),
  - «А ты, всевидящее око…» (1963),
  - «Несгибаемая Воля» (1964),
  - «Побратимы» (1979),
  - «Подолянки» (1980);
- серии композиций:
  - портреты тружеников села (1985),
  - произведения по мотивам стихотворений Тараса Шевченко (1990);
- монументально-декоративное панно и портреты писателей и педагогов в интерьерах Хмельницкой областной библиотеки для юношества (1970—1980);
- рельеф «Юные герои Подолье» в интерьере читального зала Хмельницкой областной библиотеки для детей имени Тараса Шевченко (1986).
- памятник барону Мюнхгаузену (совместно с Григорием Мамона)

Произведениям Андрийчука присущи высокое мастерство, неординарность, философская глубина. Своими работами разработал и утвердил современный украинский стиль цветной графики на основе творческого переосмысления традиционного.
Состоялось около 20 персональных выставок художника в разных городах Украины. Последняя персональная выставка состоялась в Хмельницком областном художественном музее в июне 2006 года.
Работы художника хранятся в Бердянском, Горловском и Запорожском художественных музеях, Донецкой картинной галерее, Запорожском краеведческом музее, Киево-Печерском национальном историко-культурном заповеднике, Киевском литературно-мемориальном музее Леси Украинки.
2007 года по итогам ежегодного конкурса «В сиянии вечной красоты душа родного города» (Хмельницкий) художник получил первое место в номинации «Графика».

## Премии
- Хмельницкая областная премия имени Тараса Шевченко.
- Хмельницкая областная премия имени Вячеслава Розвадовского (1997).
- Хмельницкая городская премия имени Богдана Хмельницкого.

## Ссылка
- Хмельничани — члени Національної спілки художників України. Андрійчук Михайло Омелянович (недоступная ссылка) (укр.)
- Чия фантазія врятує фантазера? (укр.)